# 第22回ゴールデングローブ賞
第22回ゴールデングローブ賞（だい22かいゴールデングローブしょう）は、1964年の映画とテレビを対象としており、1965年2月8日に行われた。

## 受賞者・ノミネート

### 映画

#### 作品賞（ドラマ部門）
『ベケット』
- The Chalk Garden
- en:Dear Heart
- 『イグアナの夜』
- 『その男ゾルバ』

#### 作品賞（ミュージカル・コメディ部門）
『マイ・フェア・レディ』
- Father Goose
- 『メリー・ポピンズ』
- The Unsinkable Molly Brown
- 『マリアンの友だち』

#### 主演男優賞 (ドラマ部門)
ピーター・オトゥール – 『ベケット』
- リチャード・バートン – 『ベケット』
- アンソニー・フランシオサ – 『リオ・コンチョス』
- フレドリック・マーチ – 『五月の七日間』
- アンソニー・クイン – 『その男ゾルバ』

#### 主演女優賞 (ドラマ部門)
アン・バンクロフト – 『女が愛情に渇くとき』
- エヴァ・ガードナー – 『イグアナの夜』
- リタ・ヘイワース – 『サーカスの世界』
- ジェラルディン・ペイジ – en:Dear Heart
- ジーン・セバーグ – 『リリス』

#### 主演男優賞 (ミュージカル・コメディ部門)
レックス・ハリソン – 『マイ・フェア・レディ』
- マルチェロ・マストロヤンニ – 『ああ結婚』
- ピーター・セラーズ – 『ピンクの豹』
- ピーター・ユスティノフ – 『トプカピ』
- ディック・ヴァン・ダイク – 『メリー・ポピンズ』

#### 主演女優賞 (ミュージカル・コメディ部門)
ジュリー・アンドリュース – 『メリー・ポピンズ』
- オードリー・ヘプバーン – 『マイ・フェア・レディ』
- ソフィア・ローレン – 『ああ結婚』
- メリナ・メルクーリ – 『トプカピ』
- デビー・レイノルズ – The Unsinkable Molly Brown

#### 助演男優賞
エドモンド・オブライエン – 『五月の七日間』
- en:Cyril Delevanti – 『イグアナの夜』
- スタンリー・ホロウェイ – 『マイ・フェア・レディ』
- en:Gilbert Roland – 『シャイアン』
- en:Lee Tracy – The Best Man

#### 助演女優賞
アグネス・ムーアヘッド – 『ふるえて眠れ』
- en:Elizabeth Ashley – 『大いなる野望』
- en:Grayson Hall – 『イグアナの夜』
- リラ・ケドロヴァ – 『その男ゾルバ』
- アン・サザーン – The Best Man

#### 監督賞
ジョージ・キューカー – 『マイ・フェア・レディ』
- マイケル・カコヤニス – 『その男ゾルバ』
- ジョン・フランケンハイマー – 『五月の七日間』
- en:Peter Glenville – 『ベケット』
- ジョン・ヒューストン – 『イグアナの夜』

#### 作曲賞
『ローマ帝国の滅亡』 – ディミトリ・ティオムキン
- 『ベケット』 – ローレンス・ローゼンタール
- 『メリー・ポピンズ』 – Richard M.、ロバート・シャーマン
- 『五月の七日間』 – ジェリー・ゴールドスミス
- 『その男ゾルバ』 – ミキス・テオドラキス

#### 主題歌賞
"Circus World" – 『サーカスの世界』
- 「ディア・ハート」 – en:Dear Heart
- "From Russia with Love" – 『007/危機一発』
- "Sunday in New York" – 『ニューヨークの休日』
- "Where Love Has Gone" – Where Love Has Gone

### テレビ

#### 作品賞 (ドラマ部門)
『ザ・ローグス|ザ・ローグス／泥棒貴族』
- 12 O'Clock High
- en:The Munsters
- en:The Red Skelton Show
- en:Wendy and Me

#### 男優賞
ジーン・バリー – 『バークにまかせろ』
- リチャード・クレンナ – en:Slattery's People
- ジェームズ・フランシスカス – en:Mr. Novak
- デビッド・ジャンセン – 『逃亡者』
- ロバート・ヴォーン – 『0011ナポレオン・ソロ』

#### 女優賞
メアリー・タイラー・ムーア – en:The Dick Van Dyke Show
- ドロシー・マローン – 『ペイトンプレイス物語』
- イヴェット・ミミュー – Dr. Kildare
- エリザベス・モンゴメリー – 『奥さまは魔女』
- ジュリー・ニューマー – en:My Living Doll